# کانتون سانتا لوسیا
کانتون سانتا لوسیا (به اسپانیایی: Cantón Santa Lucía) یک منطقهٔ مسکونی در اکوادور است که در استان گوایاس واقع شده‌است.